# سونیا ریس
سونیا ریس سائز (اسپانیایی: Sonia Reyes Sáez؛ متولد ۳۰ ژانویه ۱۹۷۷ در گوادالاخارا) تکواندو کار اسپانیایی است که در دسته پروزن (سبک‌وزن) زنان رقابت کرد. ریس که به عنوان یکی از محبوب‌ترین افراد جهان در دسته مربوط به خود شناخته می‌شود، در مجموع، در دوران ورزش حرفه‌ای خود، ۵ مدال، از جمله سه مدال برنز از مسابقات قهرمانی تکواندو جهان کسب کرد و در مسابقات وزن ۵۷- کیلوگرم در بازی‌های المپیک تابستانی ۲۰۰۴ به مقام چهارم رسید. در طول دوران ورزشی خود، ریس تمام وقت خود را در باشگاه سونگ دائه کوان در مادرید تحت مربیگری و هدایت سونگ دائه یونگ آموزش دید.